# David Sacks (scénariste)
Pour les articles homonymes, voir David Sacks et Sacks.
David Sacks est un producteur et scénariste américain né à New York. Il est principalement connu pour son travail sur les séries  Les Simpson, Troisième planète après le Soleil et Malcolm.

## Filmographie

### Scénariste
- 1987-1988 : Not Necessarily the News
- 1988-1991 : La Maison en folie (9 épisodes)
- 1992-1993 : Camp Wilder (3 épisodes)
- 1994 : Les Simpson (1 épisode : La Peur de l'avion)
- 1995 : Bringing Up Jack
- 1995-1996 : Murphy Brown (2 épisodes)
- 1996-2000 : Troisième planète après le Soleil (14 épisodes)
- 2001 : Le Tique (1 épisode)
- 2003 : Lost at Home
- 2004 : Game Over
- 2005-2008 : Rodney (3 épisodes)
- 2008 : Root of All Evil (8 épisodes)
- 2011 : Imagination Movers (2 épisodes)
- 2012 : How to Rock (1 épisode)

### Producteur
- 1993-1995 : Les Simpson (47 épisodes)
- 1995-1996 : Murphy Brown (9 épisodes)
- 1996-2000 : Troisième planète après le Soleil (78 épisodes)
- 2001-2002 : Le Tique (8 épisode)
- 2003 : Lost at Home
- 2004 : Game Over
- 2004-2005 : Malcolm (22 épisodes)
- 2005-2008 : Rodney (22 épisodes)
- 2008 : Root of All Evil (8 épisodes)

## Récompenses et nominations

### Récompenses
- 1995 : Primetime Emmy Award du meilleur programme d'animation de moins d'une heure pour l'épisode Le Mariage de Lisa de Les Simpson

### Nominations
- 1997 : Primetime Emmy Award de la meilleure série télévisée comique pour Troisième planète après le Soleil
- 1998 : Primetime Emmy Award de la meilleure série télévisée comique pour Troisième planète après le Soleil